# تاريخي الموجز
تاريخي الموجز (بالإنجليزية: My Brief History) هي مذكرات صدرت عام 2013 من كتابة الفيزيائي البريطاني ستيفن هوكينج. يروي الكتاب رحلة هوكينج من صِّبَاه في لندن عقب الحرب العالمية الثانية وصولاً إلى سنوات نجاحه وشهرته العالمية.

## الاستجابة والنقد
حصل «تاريخي الموجز» على ثناءٍ زهيد من قبل النقاد. كتب إيان سامبل على صحيفة الغارديان حول الكتاب: «مذكرات هوكينج هي اجتياز عابر لسطح حياة عالم الكون الكامبردجي فمِن ترعره الملتوي في لندن وسانت ألبانز وصولاً إلى آخر أعماله حول بداية الزمان وتطور الكون. إن التفاصيل موضوعة باختصار ولكن الاقتضاب يؤدي غرضه في إيصال الصورة الأكبر. يبلغ نشاط هوكينج العلمي عُلاه حين يستفحل مرضه ويضع في نهاية المطاف عبئاً لا يطاق على زواجيّه.» أما تشاك ليدي من صحيفة بوسطن غلوب فعلّق كاتباً: «من الواضح أن هوكينج يشعر بارتياح أكبر عند الخوض في علم الكون أكثر من الخوض في حياته الشخصية، وانكب بالدخول في تفاصيل تطور سيرته المهنية أكثر من تقلبات الحياة ولكنه يكشف عن بعض التفاصيل المثيرة للاهتمام حول بداياته كعالم مكتوبةً بنثر طردي خالص. يقودنا هوكينج من ميلاده في أكسفورد عام 1942 حتى يومنا الحاضر.»